# 恐怖游轮
《恐怖游轮》（英語：Triangle）是2009年上映的一部心理悬疑影片，由英国和澳大利亚合拍，克里斯托弗·史密斯执导，梅利莎·乔治、連恩·漢斯沃、雷切尔·卡尔帕尼等主演，講述女主角為了兒子而努力逃出永劫迴歸。

## 情节
在餐廳當侍女的单身母亲潔西（梅利莎·乔治饰）與罹患自闭症的儿子汤米（Joshua McIvor饰）相依為命。今天又是差不多的日子：清潔兒子打翻在地的顏料；有人按鈴惡作劇，應門時卻看不到人；安撫受驚的兒子；打理行李袋。
潔西的朋友格雷格（迈克尔·多尔曼饰）邀请她周末一起乘“三角洲号”游艇出海游玩，同行的还有离家出走和而被格雷格撿回船一起生活的维克多（連恩·漢斯沃饰），格雷格已婚的朋友莎莉（雷切尔·卡尔帕尼饰），和莎莉的丈夫唐尼（亨利·尼克松饰），外加莎莉打算介紹給格雷格的朋友海瑟（艾玛·朗饰）。潔西没和湯米一起来，并且在出海不久就累得沉睡一段时间，做了個惡夢。維克多告诉格雷格说，当他问及湯米的时候，她迷糊了一会儿然后声称他在上学。
潔西內心始終籠罩著一股不祥預感，正當大夥沉浸在歡樂的派對氣氛時，潔西的擔憂竟然成真。就在潔西醒来之后不久，助航的海风倏然消失，萬里無雲的好天氣驟轉成狂風暴雨。用无线电联系海岸警卫队的时候，格雷格接到一个陌生女人的呼救。遊艇遭暴风雨籠罩後，翻覆在驚滔駭浪之中，而海瑟也被捲入水裡失踪。风暴後，所有人爬上了翻覆的游艇船底。
不久他们发现一艘航行經過的郵輪并呼救。他们明明看到上層人影閃過，但登船後却发现邮轮空無一人，尽管潔西對郵輪上的一切感到似曾相識。大夥由銘牌得知船名為Aeolus並检查陈列柜的时候，听到附近有声音并發現潔西的钥匙落在地板上，於是薩莉相信海瑟也上了邮轮。
眾人一路走到餐厅，潔西由角落鏡中的反射发现有人在注视他们，維克多追了过去，其他人跟在后面。唐尼夫婦在地板發現血跡，卻不以為意。潔西和格雷格继续搜寻，找到了一间房子里面镜子上用血写着'Go To Theater'（到劇院去）的字迹。格雷格認為是船員惡作劇，对格雷格的漠不关心感到生气的潔西自行回到餐厅。維克多也浑身是血的回来，并试图掐死她。她在反抗中加重了他头部的伤勢，于是維克多死了。接着她听到一声枪响并随之追到剧院，发现薩莉和唐尼在格雷格的尸体旁边。正当兩人指责她杀害格雷格，并且是她告诉他们来这里的时候，用麻布蒙面的枪手杀死了所有人。潔西勉強逃脫，被杀手追赶到前甲板，她在那里还击了杀手，杀手在掉下船之前用女聲语无伦次地说，殺死所有人是離船的唯一方法。
潔西在思索下一步時，卻聽到船外有人呼救。她向外望去，正見到「自己一夥人」站在翻覆的遊艇上向這邊呼救。潔西趕忙轉身離開，原來她就是眾人所見到的船上人影。不知所措的潔西跟在登船的「自己」一夥人身後，不小心露出了些破綻，原來掉鑰匙的人和「自己」鏡中所見都是這個潔西。
潔西遇到了新登船的那夥人中獨自追上來的維克多，告訴他有兩個潔西，並且連他自己在內已經死了很多人，維克多只當她在開玩笑。潔西在爭吵中將維克多按到牆上，卻害他腦後被牆上露出的螺栓扎進去。原來這就是維克多受了致命傷並企圖掐死潔西的緣由。維克多帶傷想回到餐廳，沿路流血，原來這就是唐尼夫婦所見的血跡。
不知所措的潔西逃向另個方向，又遇見「自己」正和格雷格爭論。再度逃開而慌不擇路的她跑進了船員室，找到一堆揉成團的紙條，每張都寫著「如果他們登船，就全殺了。」她撕下一張白紙也照著寫了一次，再與其他紙條比對，每張紙條上同樣的語句都是她自己的筆跡。而她新寫的那張使紙堆中的紙條又多了一張。神志昏亂的她開始聽到自己的聲音，一個要她殺人，一個求她停止。昏亂的潔西在裡艙裡找到獵槍並上膛。稍稍清醒又蹲下哭泣後，卻發現自己藏有兒子相片的項鍊卡在地板通風道的鐵柵上。而鐵柵下搆不著的空間裡堆了一堆同樣的項鍊。她一個失神讓項鍊掉了下去，於是搆不著的項鍊堆裡又多了一條。
不知所措的她找到了更多的字彈及蒙面用的面罩。帶著獵槍回頭找維克多，在餐廳中找到了他，也碰上了另一個「自己」。她舉槍瞄準，卻無法對「自己」開槍。那個「自己」連忙逃開。潔西慶幸改變了事情進展，此時卻又聽到劇院那邊的槍聲。她拿著獵槍趕到，正為格雷格悲傷的唐尼夫婦被她嚇到。此時蒙面槍手對三人開槍，潔西與之駁火，唐尼夫婦趁機逃開。潔西趕上他們之後，將槍交給唐尼並回身去找維克多，打算一起下船。就在她離開後，蒙面槍手找上唐尼夫婦，卻被他手中獵槍震懾。槍手脫下面罩，赫然又是另一個潔西。這個「潔西」帶領兩夫婦進一處客房，冷不防出刀傷了兩人。莎莉趁「潔西」對唐尼一殺再殺時出逃，恰遇到找不到維克多又回來的潔西，被嚇怕的莎莉轉身就逃，想弄清楚的潔西想追上她。莎莉逃進通訊室對外求救，原來這就是格雷格在暴風雨來襲前在無線電裡聽到的女子求救聲。
來不及說更多的莎莉繼續逃，潔西循著哭聲找到最上層的瞭望台，卻見上頭死了一堆的莎莉，唯一活著的莎莉嚇到縮成一團。潔西試著勸慰她，想說服她一起逃，莎莉卻傷重而死。於是一堆莎莉死屍中又多了一具。潔西此時又聽到船外的呼救聲，往下看時，正見到「自己一夥人」站在翻覆的遊艇上向這邊呼救。而下層甲板則有兩個「潔西」在互毆，其中一個被殺後被另一個扔到船外。於是潔西終於瞭解：當所有人都死光後，事情就會重來一遍。
想回到翻覆遊艇的潔西眼見兩船漸行漸遠，急奔進引擎室想停船，卻不得其法。她走出船艙，正見到維克多在爭吵中被「自己」所傷。她勸慰維克多後，回頭巡視，利用唐尼尚未凝固的血在鏡子上寫「到劇院去」，將所有屍體推入海中，再找到落單的唐尼夫婦要他們到劇院去。原來這就是他們聲稱是她要他們去劇院的緣由。
決心以殺戮解決問題的潔西，回到船員艙帶齊裝備，來到劇院殺人。在上層座位的格雷格被一槍轟到下層，聽到槍聲趕來的另個「潔西」急於和唐尼夫婦解釋。潔西開槍打死唐尼夫婦後追殺逃開的「自己」，於是之前的追逐重演一遍，只是主客易位，潔西被「自己」打入海中。
潔西醒來時，人躺在海灘上，被浪撲醒，正是她在船上所做的惡夢內容。潔西回到家後，看見兒子在窗內畫畫，正感欣慰，卻見屋內另有一個「潔西」因事情不順心而辱罵兒子。而兒子正因見到窗外有人才受驚嚇打翻顏料。潔西急忙按自家電鈴後跑到戶外雜物間內，找到一把鎚子。所以屋內的「潔西」應門後找不到是誰按鈴。手持鐵鎚子的潔西進門殺掉了「自己」，安撫受驚嚇的兒子，將屍體裝入大口袋中推進車子行李廂，載著兒子離開。
潔西見到「自己」辱罵兒子的模樣而矢言改過，卻無意中撞死一隻海鷗，在擋風玻璃留下一灘血。她下車撿起海鷗屍體打算丟到附近提岸下，卻見那裡早已堆了一堆死海鷗。顯見這早已發生過好幾次。
潔西回到車內繼續開車，有自閉症的兒子因擋風玻璃上有血而不安尖叫，她一邊安撫兒子一邊開車，在分心之下迎面撞上大卡車而翻覆。趕來救援的路人發現由後車廂行李袋中倒翻出來的「潔西」屍體，以及傷重不治的兒子。懵然的潔西由好心的路人司機載一程，她吩咐到港邊下車，並向司機保證會回來。她向碼頭走去時，恰遇維克多由後頭趕上。維克多問她兒子在哪，她遲疑一陣才回答在學校。於是出航前的一幕再度重演。格雷格問潔西是否真要出行，潔西確認。

## 背景
游轮的名字“Aeolus”实际上是希腊神话中埃俄利亚国王，也是科林斯城的创建者埃俄罗斯。他的儿子西西弗斯因欺骗死神桑纳托斯、冥王哈得斯和冥后珀耳塞福涅而被判要将大石推上陡峭的高山，每次他用尽全力，大石快要到顶时，石头就会从其手中滑脱，又得重新推回去，干着无止境的劳动。这也暗指洁西因欺骗死神而陷入无限的循环和杀戮当中。
片名Triangle（三角形）意指女主角的過去、現在、未來三點間無盡的循環。